# Gut Auermühle

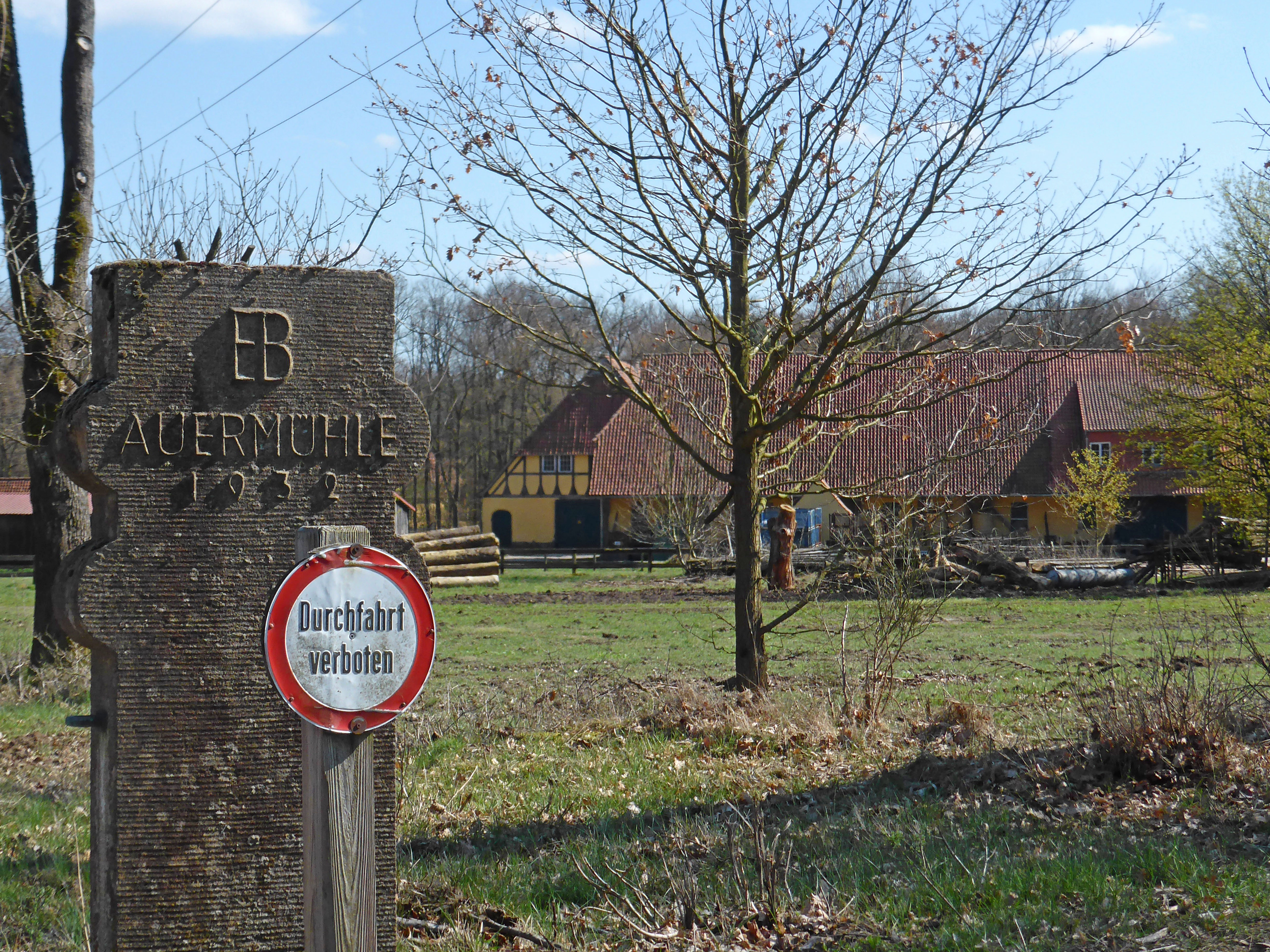
Gut Auermühle, 2019

Das Gut Auermühle ist ein Gutshof in der Gemeinde Steinhorst im Landkreis Gifhorn in Niedersachsen. Das Gut mit seinem im Jugendstil erbauten Herrenhaus zählt zu den bedeutendsten Baudenkmalen der Südheide und befand sich nahezu ein Jahrhundert lang im Besitz der Familie um den Alleininhaber der Pelikan AG, Fritz Beindorff.

## Geschichte
Der Ort Auermühle geht auf eine durch die Lachte angetriebene Wassermühle, die Auer-Mühle, zurück. Die 1488 erstmals urkundlich erwähnte Mühle war seit 1503 im Besitz der Familie Rodewald, zuletzt Dorothea „Dora“ (geb. Schulz) und Wilhelm Rodewald. Ihr Einzugsgebiet umfasste die Ortschaften Allersehl, Behren, Blickwedel, Hagen, Lüsche, Masel, Räderloh und Sprakensehl. Anfang des 19. Jahrhunderts wurde die Mühle außer Betrieb genommen.
Der begeisterte Jäger Fritz Beindorff erwarb das Gut Auermühle noch zur Zeit des deutschen Kaiserreichs, nach dem Tod von Wilhelm Rodewald im Jahr 1908 von dessen Witwe Dorothea Rodewald. Er erweiterte das Anwesen erheblich und entwickelte es ab 1909 zu einem landwirtschaftlichen Musterbetrieb. Zugleich war er Bauherr des bis 1914 durch den hannoverschen Architekten Karl Siebrecht entworfenen Herrenhauses und der Nebengebäude, während der Künstler Georg Krüger aus Berlin die Ornament-Plastiken für die 22 großen Öfen entworfen hatte.
So konnte sich der Betrieb des Gutes, der „[...] sich auf die Erzeugung besonders vollwertiger, fettreicher Milch“ spezialisiert hatte, bis Mitte der 1930er Jahre die nahegelegene Stadt Celle als Markt erobern.
Im Juli 1933 wurde die Beindorff'sche Mausoleums-Stiftung Auermühle gegründet, die noch heute das Mausoleum der Familie Beindorff in Auermühle pflegt und unterhält. Fritz Beindorff, der mitten im Zweiten Weltkrieg am 2. Juni 1944 auf Gut Auermühle starb, wurde in dem durch ihn errichteten Familienmausoleum in der Nähe des Gutes beigesetzt. Noch bis 1998 blieb das Gut in Familienbesitz. Noch heute erinnern die Monogramme FB und EB an den Zufahrtsstraßen zum Gut Auermühle an seinen damaligen Besitzer, Fritz Beindorff, und seine Ehefrau, Elisabeth Beindorff.
Am 1. Januar 1972 oder am 1. März 1974 wurde die bis dahin selbstständige Gemeinde Lüsche, zu der auch Gut Auermühle gehörte, in die Gemeinde Steinhorst eingegliedert.

## Kinderheim Auermühle
Nach Ende des Zweiten Weltkriegs bestand während der Besatzungszeit auf Gut Auermühle ein DP-Kinderheim, das von der Nothilfe- und Wiederaufbauverwaltung der Vereinten Nationen (UNRRA) eingerichtet und anfangs betrieben wurde. Es befand sich im Herrenhaus und wurde für „unbegleitete Kinder“ im Alter von 0–7 Jahren genutzt, die von den westalliierten Besatzungsmächten als „Displaced Person“ (DP) eingestuft waren. Darunter befanden sich vor allem von den Nationalsozialisten aus Polen verschleppte Kinder sowie die Kinder von verstorbenen polnischen Zwangsarbeiterinnen. Das Kinderheim Auermühle entwickelte sich mit Plätzen für bis zu hundert Kinder und dem dazugehörigen Personal zur größten Einrichtung für Babys und Kleinkinder in der Region Hannover.

## Lage und Infrastruktur
Auermühle liegt nahe dem Auerwald, knapp zwei Kilometer westlich der Bundesstraße 4. Auermühle gehört postalisch zu Lüsche und zum Ortsnetz Sprakensehl. Das Gut Auermühle liegt nordwestlich von Dedelstorf und westlich von Hankensbüttel. Buslinien führen von Auermühle bis nach Groß Oesingen, Hankensbüttel und Steinhorst.

## Ansichten

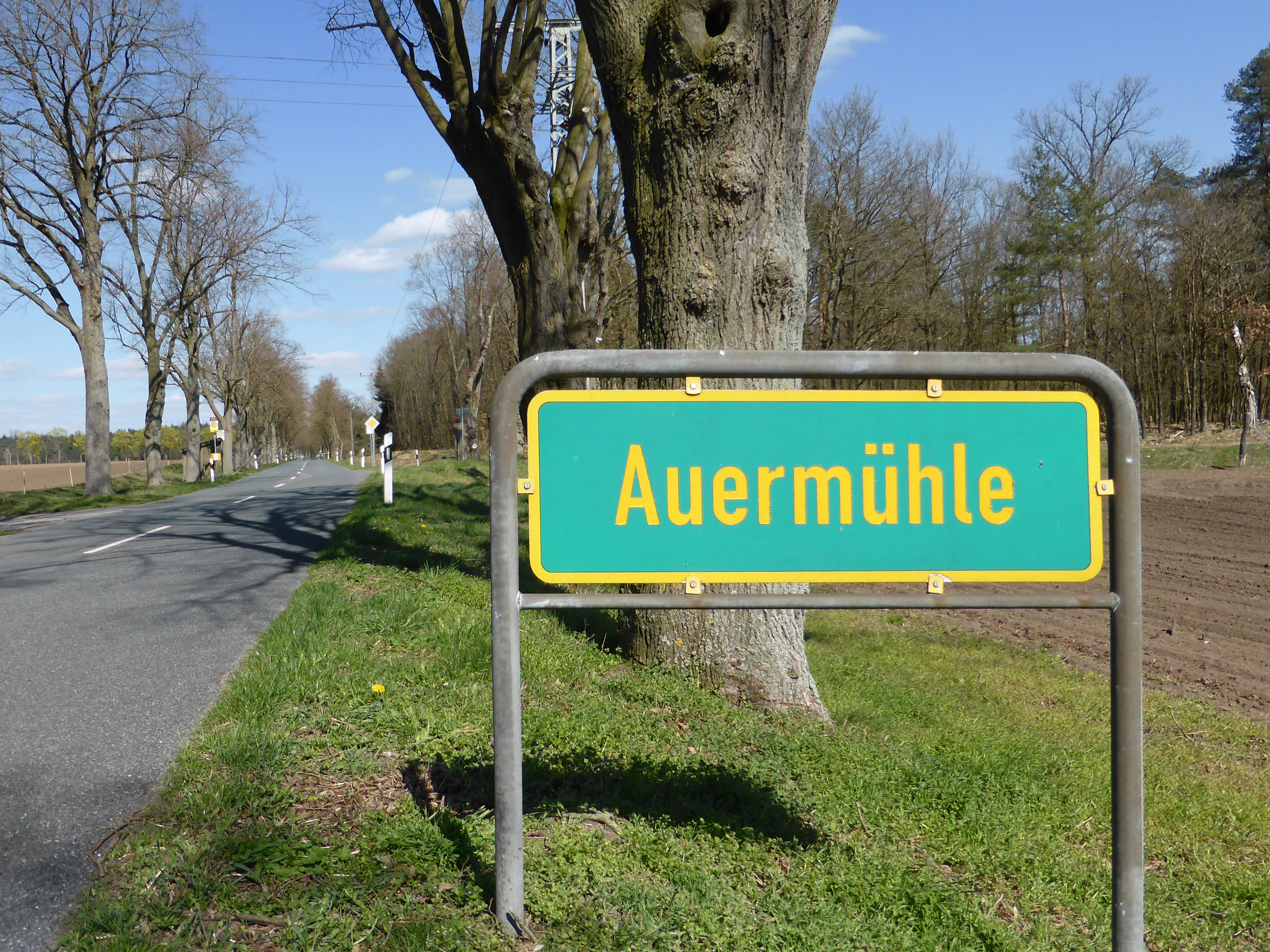
Ortsschild an der Umgehungsstraße
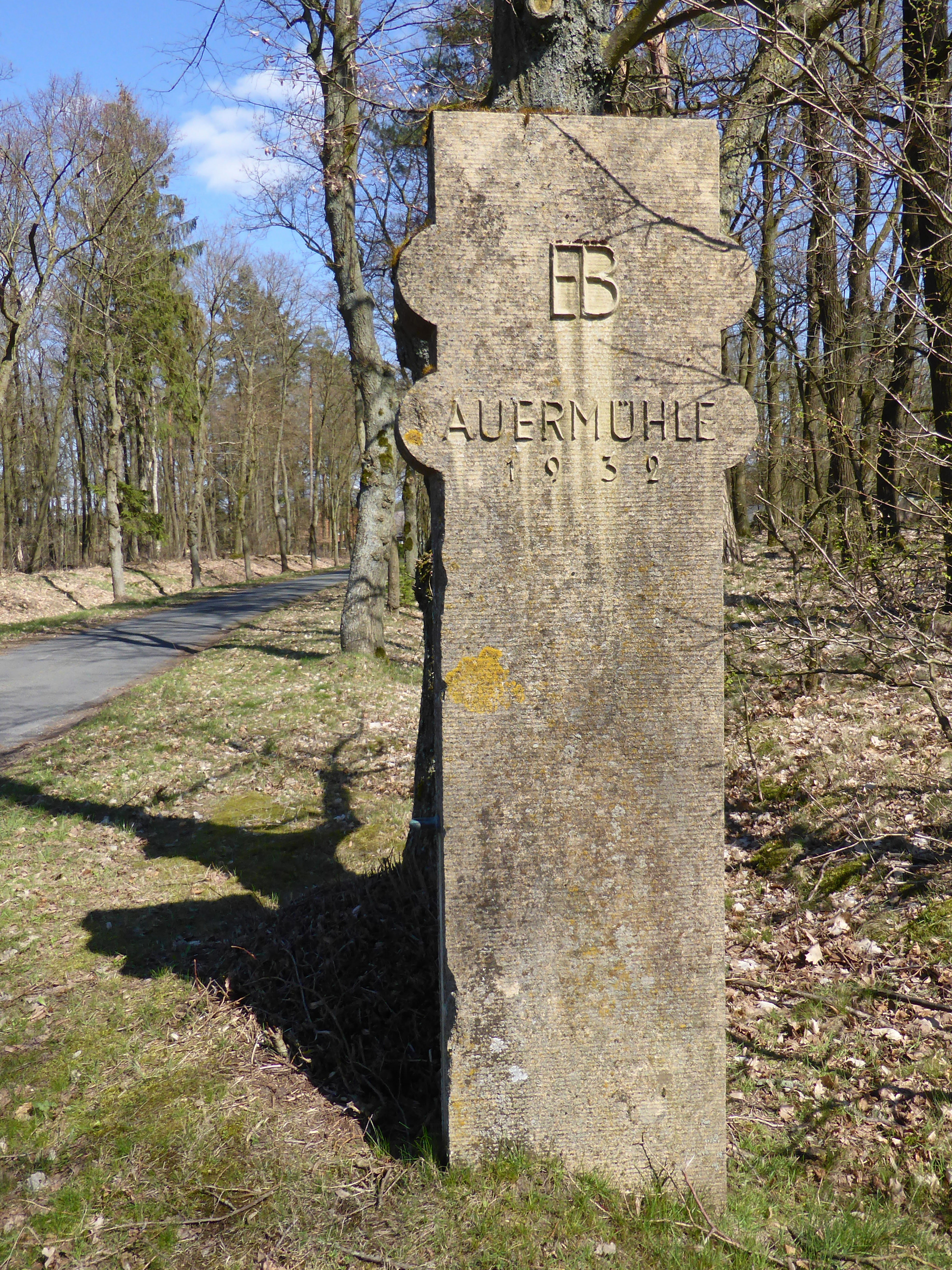
Zufahrtsstraße zum Gut
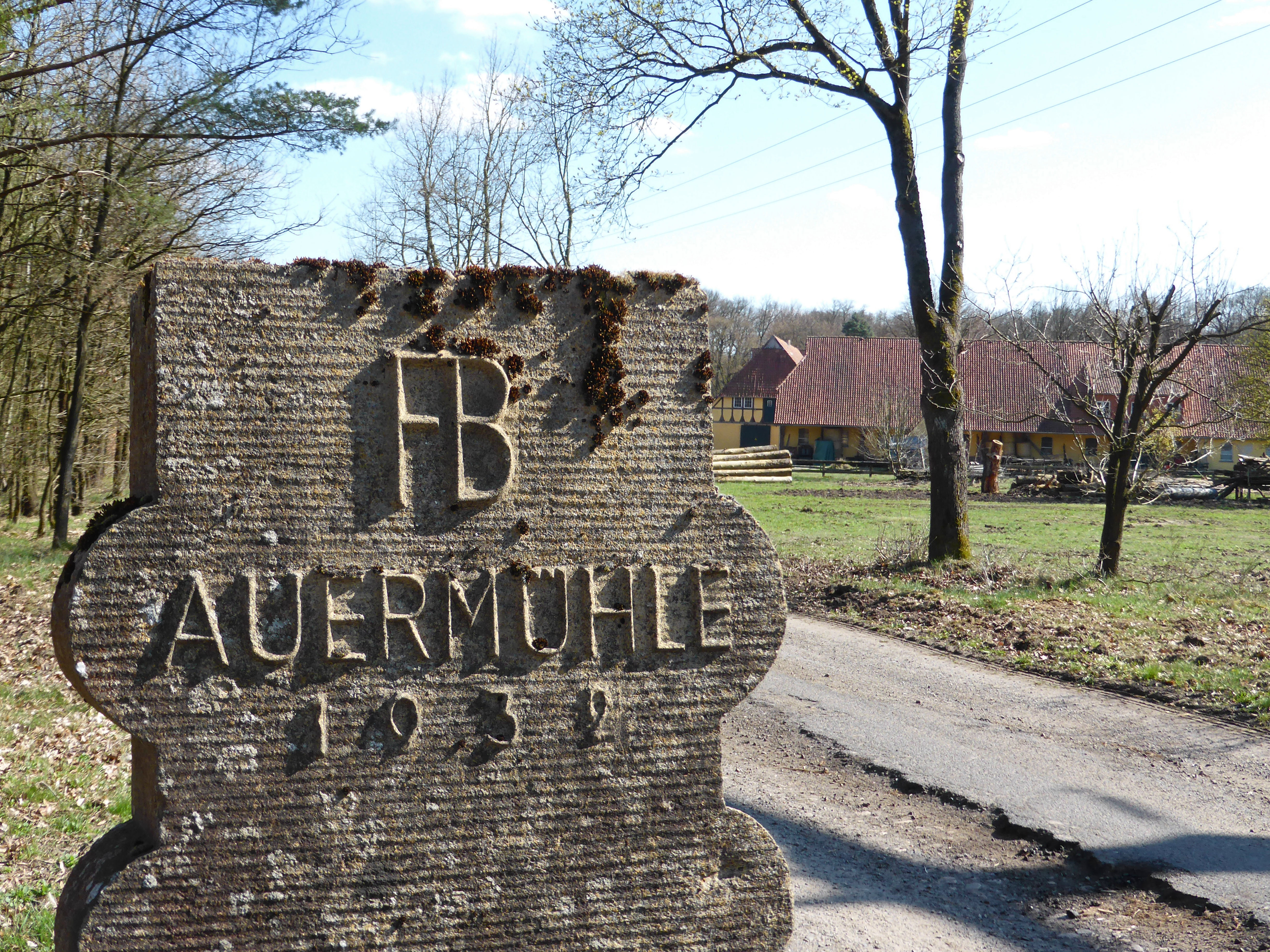
Ortseingang
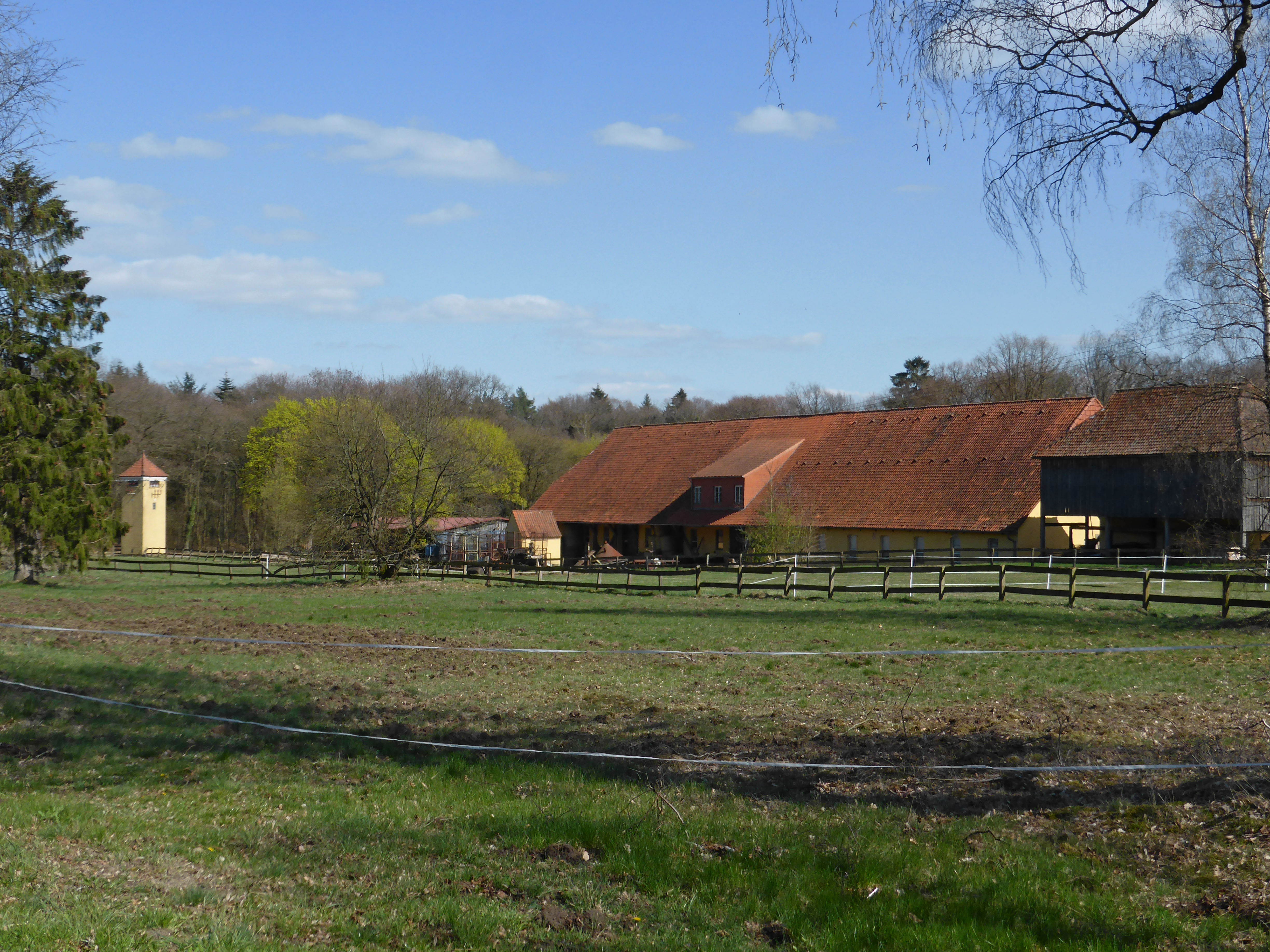
Ortspartie
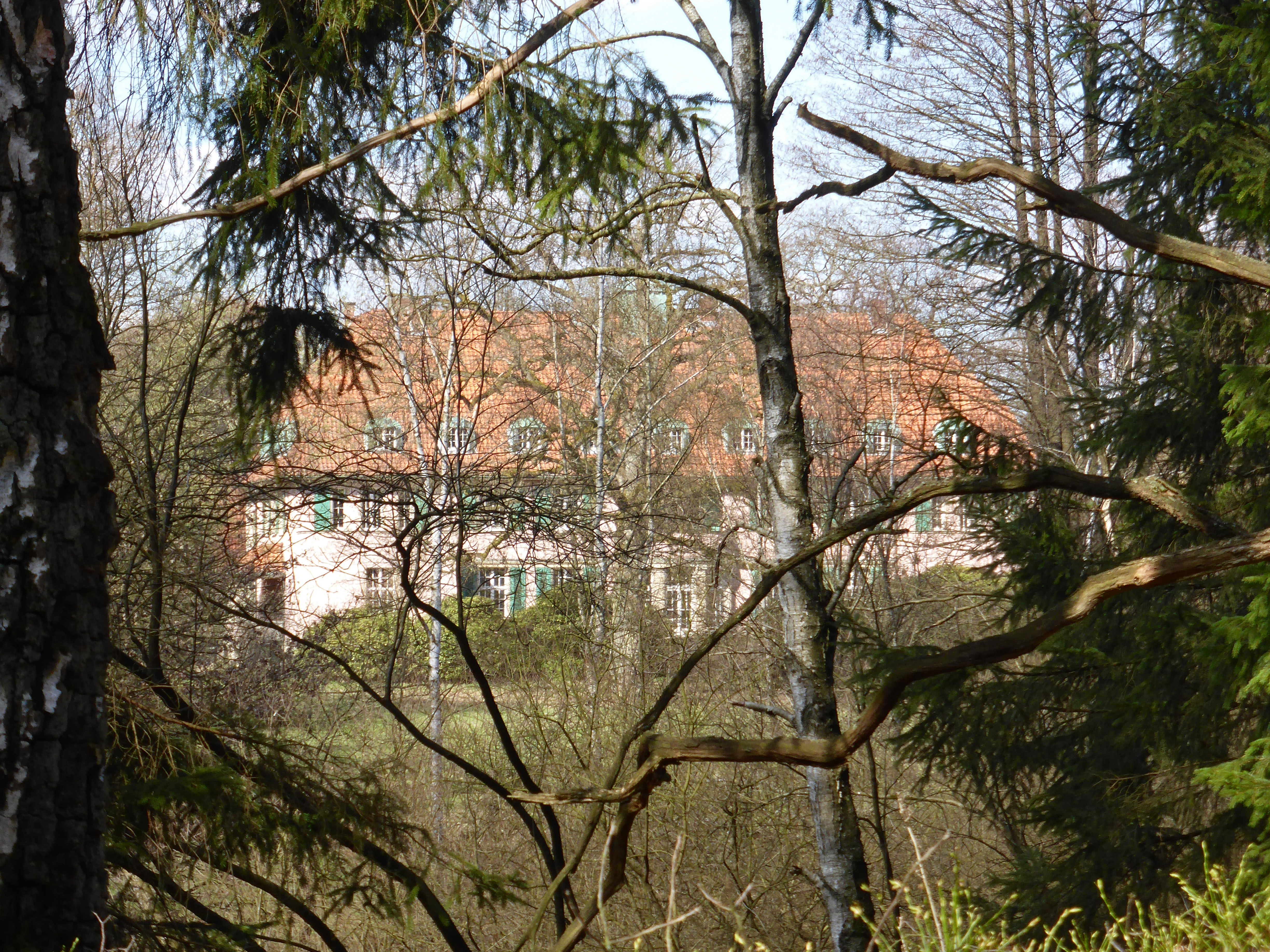
Herrenhaus
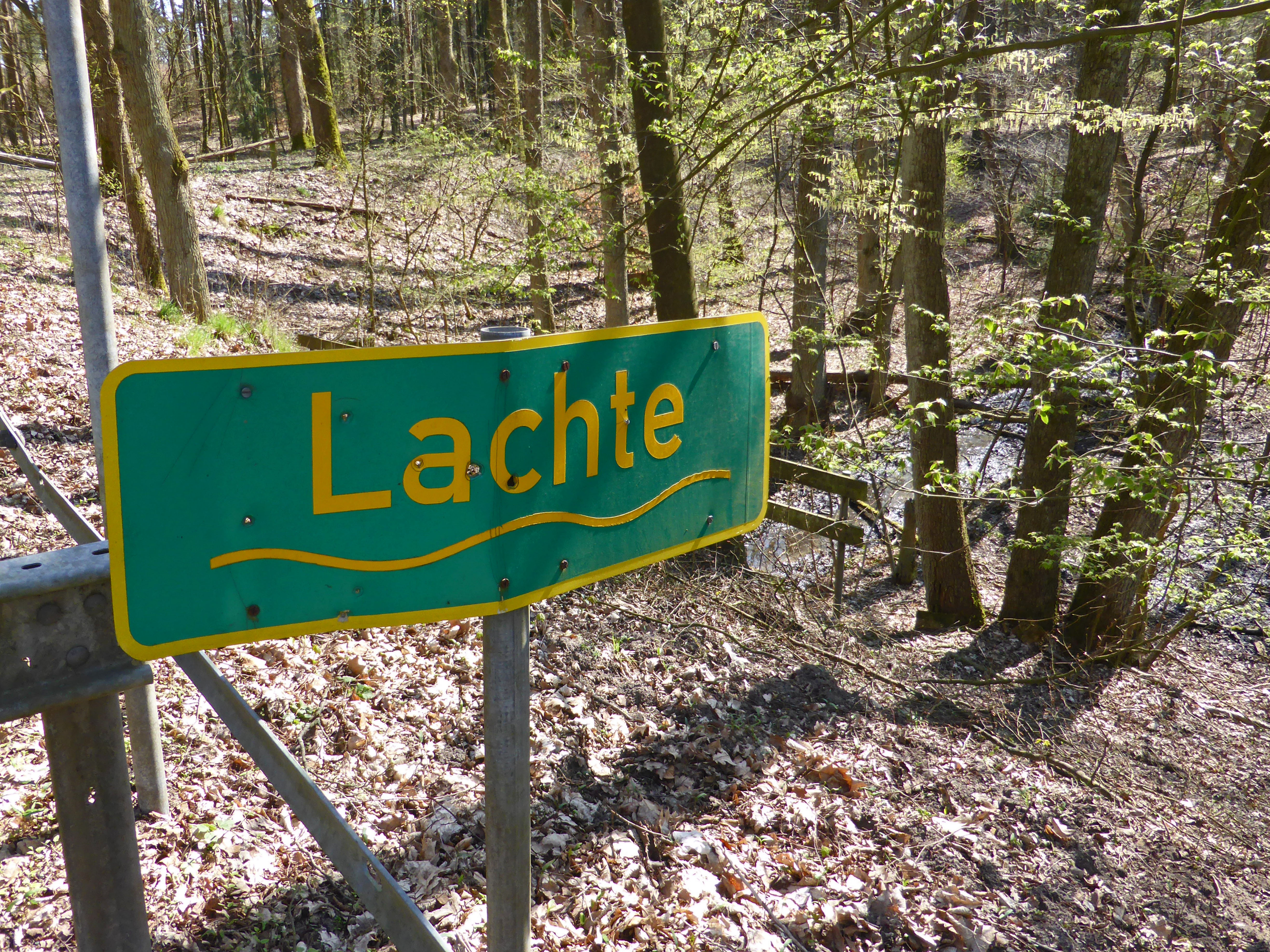
Lachte bei Auermühle